# Bardhyl Fico
Bardhyl Fico (ur. 13 listopada 1932, zm. 24 września 2015) – albański rysownik, pisarz i polityk.

## Życiorys
Studiował matemtykę, fizykę i inżynierię, jednak pracował jako dziennikarz oraz rysownik dla czasopisma Hosteni. W latach 1992–1997 pełnił funkcję sekretarza stanu ds. stosunków religijnych.
W 2011 roku opublikował książkę pod tytułem Anamorfoza e Mesazhit të Madh – E vërteta mbi Islamin, idiosynkrazia e zonjës ‘O’, dhe mendimi i elitës intelektuale gjithëkohore. etj., etj., jashtë teme…, która dwa lata później została przetłumaczona na język włoski przez Mirtona Resulego.

## Życie prywatne
Syn polityka i dyplomaty Raufa Fico.